# لویی ئی. مک‌کماس
لویی ئی. مک‌کماس (به انگلیسی: Louis E. McComas) سناتور سابق عضو حزب جمهوری‌خواه ایالات متحده آمریکا بود. وی در سال ۱۸۹۹ تا ۱۹۰۵ میلادی سناتور ایالت مریلند در سنای ایالات متحده آمریکا بود.